# ジュリアーノ・ボンファンテ

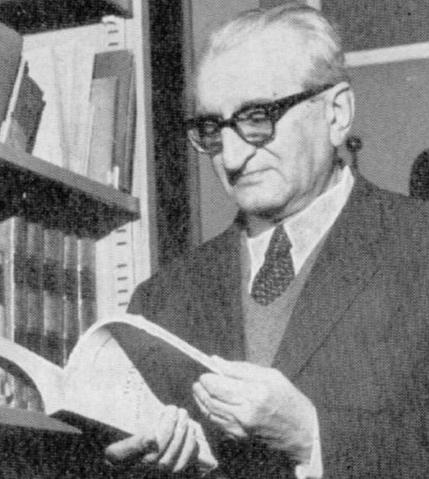
ジュリアーノ・ボンファンテ

ジュリアーノ・ボンファンテ（Giuliano Bonfante,1904年8月6日 - 2005年9月9日）は、イタリアの言語学者。エトルリア語など古代イタリアの言語を専門とする。1904年ミラノに生まれる。2005年ローマで亡くなる。娘ラリッサ・ボンファンテ（Larissa Bonfante）の共著あり。

## 著書
- Della intonazione sillabica indoeuropea (1930)
- Storia del diritto romano 2 v. (1958-59)
- Lingua e cultura degli Etruschi (1985)
- La lingua parlata in Orazio (1994)
- The origin of the Romance Languages: Stages in the Development of Latin (1999)
- The Etruscan language: an introduction (1983; rev. ed. 2002)